# Gary Cooper
Gary Cooper, född Frank James Cooper den 7 maj 1901 i Helena i Montana, död 13 maj 1961 i Los Angeles i Kalifornien, var en amerikansk skådespelare. Cooper inledde sin filmkarriär som stuntman, men etablerade sig snart som skådespelare i västernfilmer under stumfilmstiden, han blev filmstjärna 1929 med sin första ljudfilm, Bragdernas man. Gary Coopers filmkarriär fortsatte med filmer som Farväl till vapnen (1932), En bengalisk lansiär (1935), En gentleman kommer till stan (1936), Vi behöver varann (1941), Sergeant York (1941), Bragdernas man (1942), Klockan klämtar för dig (1943), Pionjären (1949), Sheriffen (1952), Folket i den lyckliga dalen (1956) och Mannen från västern (1958).

## Biografi
Gary Coopers far var domare i Högsta domstolen i Montana Supreme Court. Cooper erhöll sin grundskoleutbildning i England och studerade sedan vid jordbruksskola i Montana. Efter avslutade studier arbetade han under en kort period som guide i Yellowstone nationalpark och tecknade även politiska skämtserier i sin hemstads dagstidning, Independent. 1924 begav han sig västerut i förhoppning om att bli serietecknare vid någon tidning i Los Angeles, men fick istället arbete som dörrknackare.
1925 fick han via några goda vänner småroller i västernfilmer. Coopers genombrott kom redan påföljande år i Stormens dotter. Cooper var en av de verkligt stora stjärnorna under Hollywoods guldålder och han var populär bland såväl den manliga som kvinnliga biopubliken. Cooper personifierade den starke, tyste amerikanen, "en fåordig handlingens man". Han spelade mot Marlene Dietrich i filmen Marocko, 1930, och skulle under decenniet utveckla sin speciella karaktär som den eftertänksamme som ändå alltid genomförde vad samvetet bjöd.
Då Coopers rollfigurer stod upp för rättvisa, moral och etik var han inte de mest traditionella kärleksscenernas man. Men några stycken av filmerna, och inte minst Farväl till vapnen (1932, efter Hemingways roman) omtalades för ömhet - och där sågs Cooper och Helen Hayes faktiskt i en av de sedermera klassiska filmkyssarna. I en senare filmatisering av en Hemingwayroman - Klockan klämtar för dig - spelade han mot Ingrid Bergman (1943). Han sade sig vilja se hennes hemland och kom minst två gånger till Stockholm - sista gången i april 1955.
Cooper medverkade till att börja med i romantik- och äventyrsfilmer men är onekligen mest förknippad med västerngenren, där han bland annat spelade mot Grace Kelly i Sheriffen (1952). Cooper erhöll under sin karriär tre Oscarstatyetter, varav den tredje var ett s.k. hederspris. Oscarsutdelningen ägde rum i april 1961 och hans gode vän, James Stewart tog emot priset för Coopers räkning, eftersom Cooper då var obotligt sjuk i cancer. Gary Cooper avled en månad senare.

### Privatliv
I början på sin karriär var Gary Cooper mycket omskriven för sina kärleksaffärer med bland andra Clara Bow och Lupe Velez, men 1933 gifte han sig med societetsflickan Veronica Balfe (som hade haft en kort filmkarriär under namnet Sandra Shaw) och de förblev gifta fram till Coopers död 1961.

## Filmografi

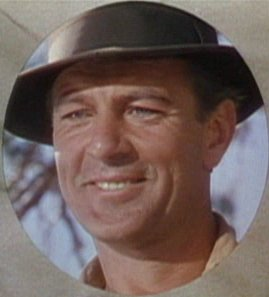
Gary Cooper i Klockan klämtar för dig (1943).

### Filmer
| År   | Titel                              | Roll                                | Regissör                         | Medskådespelare                                                        | Noter |
| ---- | ---------------------------------- | ----------------------------------- | -------------------------------- | ---------------------------------------------------------------------- | --- |
| 1925 | Dick Turpin                        | Extraroll i publik                  | John G. Blystone                 | Tom Mix Alan Hale                                                      | |
| 1925 | The Trail Rider                    | Rider                               | W. S. Van Dyke                   | Buck Jones Carl Stockdale                                              | |
| 1925 | The Thundering Herd                | Småroll                             | William K. Howard                | Jack Holt Lois Wilson Noah Beery                                       | |
| 1925 | Riders of the Purple Sage          | Rider                               | Lynn Reynolds                    | Tom Mix Mabel Ballin Warner Oland                                      | |
| 1925 | Drug Store Cowboy                  | Cowboy                              | Parke Frame                      | Franklyn Farnum Robert D. Walker Jean Arthur                           | |
| 1925 | Wild Horse Mesa                    | Cowboy                              | George B. Seitz                  | Jack Holt Noah Beery, Sr. Billie Dove                                  | |
| 1925 | The Lucky Horseshoe                | Extraroll                           | John G. Blystone                 | Tom Mix Billie Dove Ann Pennington                                     | |
| 1925 | The Vanishing American             | Extraroll                           | George B. Seitz                  | Richard Dix Lois Wilson Noah Beery                                     | |
| 1925 | Svarta örnen                       | Maskerad kosack                     | Clarence Brown                   | Rudolph Valentino Vilma Bánky                                          | |
| 1925 | Tricks                             | Småroll                             | Bruce M. Mitchell                | Marilyn Mills J. Frank Glendon Gladys Moore                            | |
| 1925 | Warrior Gap                        | Småroll                             | Alan James                       | Ben F. Wilson Neva Gerber Robert D. Walker                             | |
| 1925 | North Star                         | Småroll                             | Paul Powell                      | Virginia Lee Corbin Stuart Holmes Ken Maynard                          | |
| 1925 | Ben-Hur                            | Romersk vakt                        | Fred Niblo                       | Ramón Novarro Francis X. Bushman May McAvoy                            | |
| 1926 | Three Pals                         | Småroll                             | Wilbur McGaugh Bruce M. Mitchell | Marilyn Mills Josef Swickard William H. Turner                         | |
| 1926 | The Enchanted Hill                 | Småroll                             | Irvin Willat                     | Jack Holt Florence Vidor Noah Beery                                    | |
| 1926 | The Johnstown Flood                | Överlevande                         | Irving Cummings                  | George O'Brien Florence Gilbert Janet Gaynor                           | |
| 1926 | A Six Shootin' Romance             | Extraroll                           | Alan James Clifford Smith        | Jack Hoxie Olive Hasbrouck William Steele                              | |
| 1926 | Watch Your Wife                    | Småroll                             | Sven Gade                        | Virginia Valli                                                         | |
| 1926 | Thundering Speed                   | Småroll                             | Alan James                       | Eileen Sedgwick                                                        | |
| 1926 | Old Ironsides                      | Småroll                             | James Cruze                      | Charles Farrell Esther Ralston                                         | |
| 1926 | Stormens dotter                    | Abe Lee                             | Henry King                       | Ronald Colman Vilma Bánky                                              | |
| 1927 | It                                 | Tidningsreporter                    | Clarence Badger                  | Clara Bow Antonio Moreno                                               | |
| 1927 | Skilsmässans barn                  | Edward D. "Ted" Larrabee            | Frank Lloyd                      | Clara Bow Esther Ralston                                               | |
| 1927 | Arizona Bound                      | Dave Saulter                        | John Waters                      | Betty Jewel                                                            | |
| 1927 | Vingarna                           | Cadet White                         | William A. Wellman               | Clara Bow Buddy Rogers Richard Arlen                                   | Magnascopesekvenser |
| 1927 | Kavaljeren från Nevada             | "Nevada"                            | John Waters                      | Thelma Todd                                                            | |
| 1927 | Mannen bakom kolven                | Sheriff Buddy Hale                  | John Waters                      | Betty Jewel                                                            | |
| 1928 | Öknens hjältar                     | Major Henri de Beaujolais           | John Waters                      | Evelyn Brent Noah Beery William Powell                                 | |
| 1928 | De fördömdas legion                | Gale Price                          | William A. Wellman               | Fay Wray                                                               | Förlorad film |
| 1928 | Mysteriet kvinnan                  | Arnold Furze                        | Rowland V. Lee                   | Florence Vidor                                                         | |
| 1928 | Nästan gift                        | Kapten Edmunds                      | Gregory La Cava                  | Esther Ralston                                                         | |
| 1928 | När syrenerna blomma               | Kapten Philip Blythe                | George Fitzmaurice               | Colleen Moore                                                          | Stumfilm med synkroniserad musik och ljudeffekter                                                                                   |
| 1928 | Hennes första kyss                 | Mulligan Talbot                     | Rowland V. Lee                   | Fay Wray                                                               | Stumfilm |
| 1928 | En fallen ängel                    | William Tyler                       | Richard Wallace                  | Nancy Carroll                                                          | Stumfilm med pratsekvenser, synkroniserad musik och ljudeffekter                                                                    |
| 1929 | Vargens sång                       | Sam Lash                            | Victor Fleming                   | Lupe Vélez                                                             | Stumfilm med pratsekvenser, synkroniserad musik och ljudeffekter                                                                    |
| 1929 | Förrädaren                         | Andre Frey                          | Lewis Milestone                  | Emil Jannings Esther Ralston                                           | Stumfilm med pratsekvenser, synkroniserad musik och ljudeffekter                                                                    |
| 1929 | Bragdernas man                     | The Virginian                       | Victor Fleming                   | Mary Brian Richard Arlen Walter Huston                                 | |
| 1930 | Only the Brave                     | Kapten James Braydon                | Frank Tuttle                     | Mary Brian                                                             | |
| 1930 | Paramount-paraden                  | Hunter (Dream Girl)                 | Flera roller*                    | Mary Brian Fay Wray                                                    | Delvis Technicolor |
| 1930 | Hans vackra señorita               | Enrique, aka "Quico", The Llano Kid | John Cromwell                    | Fay Wray                                                               | |
| 1930 | Seven Days' Leave                  | Kenneth Downey                      | Richard Wallace                  | Beryl Mercer                                                           | |
| 1930 | I elden för henne                  | Jim Baker                           | Rowland V. Lee                   | June Collyer                                                           | |
| 1930 | Den oskrivna lagen                 | Roy Glenister                       | Edward Carewe                    | Kay Johnson                                                            | |
| 1930 | Marocko                            | Légionnaire Tom Brown               | Josef von Sternberg              | Marlene Dietrich                                                       | |
| 1931 | På farofyllda vägar                | Clint Belmet                        | Otto Brower David Burton         | Lili Damita                                                            | |
| 1931 | City Streets                       | The Kid                             | Rouben Mamoulian                 | Sylvia Sidney                                                          | |
| 1931 | Kvinnotämjaren                     | Tom McNair                          | Marion Gering                    | Carole Lombard                                                         | |
| 1931 | En kvinna ombord                   | Kapten Sam Whalan                   | Edward Sloman                    | Claudette Colbert                                                      | |
| 1932 | Make Me a Star                     | Sig själv                           | William Beaudine                 | Stuart Erwin Joan Blondell                                             | |
| 1932 | Natt över Tunis                    | Löjtnant Sempter                    | Marion Gering                    | Tallulah Bankhead Charles Laughton Cary Grant                          | |
| 1932 | Om jag hade en miljon              | Steve Gallagher                     | Flera roller**                   | Jack Oakie                                                             | |
| 1932 | Farväl till vapnen                 | Löjtnant Frederic Henry             | Frank Borzage                    | Helen Hayes Adolphe Menjou                                             | |
| 1933 | I dag lever vi!                    | Bogard                              | Howard Hawks                     | Joan Crawford                                                          | |
| 1933 | Dr. Grimes hämnd                   | Dr. Lucius Griffith "Biff" Grimes   | Stephen Roberts                  | Fay Wray                                                               | |
| 1933 | Oss gentlemän emellan              | George Curtis                       | Ernst Lubitsch                   | Fredric March Miriam Hopkins                                           | |
| 1933 | Alice i underlandet                | The White Knight                    | Norman McLeod                    | Charlotte Henry                                                        | |
| 1934 | Agent n:o 13                       | Kapten Jack Gailliard               | Richard Boleslavsky              | Marion Davies                                                          | |
| 1934 | En äventyrare                      | Jerry Day                           | Henry Hathaway                   | Carole Lombard Shirley Temple                                          | |
| 1935 | Bröllopsnatt                       | Anthony "Tony" Barrett              | King Vidor                       | Anna Sten Ralph Bellamy                                                | |
| 1935 | En bengalisk lansiär               | Löjtnant Alan McGregor              | Henry Hathaway                   | Franchot Tone Richard Cromwell C. Aubrey Smith                         | |
| 1935 | Fången på Dartmoor                 | Peter Ibbetson                      | Henry Hathaway                   | Ann Harding John Halliday Ida Lupino                                   | |
| 1936 | Det stulna paradiset               | Tom Bradley                         | Frank Borzage                    | Marlene Dietrich John Halliday                                         | |
| 1936 | En gentleman kommer till sta'n     | Longfellow Deeds                    | Frank Capra                      | Jean Arthur George Bancroft                                            | Nominerad — Oscar för bästa manliga huvudroll Nominerad — New York Film Critics Circle Award for Best Actor                         |
| 1936 | Hollywood Boulevard                | Man i en bar                        | Robert Florey                    | John Halliday                                                          | |
| 1936 | Generalen dog i gryningen          | O'Hara                              | Lewis Milestone                  | Madeleine Carroll Akim Tamiroff                                        | |
| 1936 | Vår ungdoms hjältar                | Wild Bill Hickok                    | Cecil B. DeMille                 | Jean Arthur Anthony Quinn                                              | |
| 1937 | Farornas skepp                     | Michael "Nuggin" Taylor             | Henry Hathaway                   | Frances Dee George Raft                                                | |
| 1938 | Marco Polo                         | Marco Polo                          | Archie Mayo                      | Sigrid Gurie Basil Rathbone Binnie Barnes Alan Hale                    | |
| 1938 | Blåskäggs åttonde hustru           | Michael Brandon                     | Ernst Lubitsch                   | Claudette Colbert Edward Everett Horton                                | |
| 1938 | En cowboy och en lady              | Stretch Willoughby                  | H.C. Potter                      | Merle Oberon Walter Brennan Patsy Kelly                                | |
| 1939 | De tappras legion                  | Michael "Beau" Geste                | William A. Wellman               | Ray Milland Brian Donlevy Robert Preston Susan Hayward                 | |
| 1939 | På ärans fält                      | Dr. Bill Canavan                    | Henry Hathaway                   | David Niven Andrea Leeds Broderick Crawford                            | |
| 1940 | En västerns riddersman             | Cole Harden                         | William Wyler                    | Walter Brennan Doris Davenport Forrest Tucker                          | |
| 1940 | Hjälteskvadronen                   | Dusty Rivers                        | Cecil B. DeMille                 | Madeleine Carroll Preston Foster Paulette Goddard Robert Preston       | Technicolor |
| 1941 | Vi behöver varann                  | Long John Willoughby ("John Doe")   | Frank Capra                      | Barbara Stanwyck Edward Arnold Walter Brennan                          | |
| 1941 | Sergeant York                      | Alvin C. York                       | Howard Hawks                     | Joan Leslie Walter Brennan                                             | Oscar för bästa manliga huvudroll New York Film Critics Circle Award for Best Actor                                                 |
| 1941 | Jag stannar över natten            | Prof. Bertram Potts                 | Howard Hawks                     | Barbara Stanwyck Dana Andrews                                          | |
| 1942 | Bragdernas man                     | Henry Louis 'Lou' Gehrig            | Sam Wood                         | Teresa Wright Walter Brennan Babe Ruth                                 | Nominerad — Oscar för bästa manliga huvudroll                                                                                       |
| 1943 | Klockan klämtar för dig            | Robert Jordan                       | Sam Wood                         | Ingrid Bergman Akim Tamiroff                                           | Nominerad — Oscar för bästa manliga huvudroll Technicolor                                                                           |
| 1944 | En hjältes liv                     | Dr. Corydon M. Wassell              | Cecil B. DeMille                 | Laraine Day Signe Hasso Dennis O'Keefe                                 | Technicolor |
| 1944 | Casanova ordnar allt               | Casanova "Cass" Brown               | Sam Wood                         | Teresa Wright Frank Morgan                                             | |
| 1945 | Fruktad desperado                  | Melody Jones                        | Stuart Heisler                   | Loretta Young William Demerest                                         | |
| 1945 | Högt spel i Saratoga               | Överste Clint Maroon                | Sam Wood                         | Ingrid Bergman                                                         | |
| 1946 | Dolken och kappan                  | Prof. Alvah Jesper                  | Fritz Lang                       | Lilli Palmer Robert Alda                                               | |
| 1947 | De obesegrade                      | Kapten Christopher Holden           | Cecil B. DeMille                 | Paulette Goddard Howard Da Silva Boris Karloff                         | Technicolor |
| 1947 | 40 stjärnor och en flicka          | Sig själv                           | George Marshall                  | Mary Hatcher Olga San Juan                                             | Technicolorsekvens |
| 1948 | Panik i paradiset                  | Samuel R. "Sam" Clayton             | Leo McCarey                      | Ann Sheridan                                                           | |
| 1949 | Pionjären                          | Howard Roark                        | King Vidor                       | Patricia Neal Raymond Massey                                           | |
| 1949 | Stjärnskott i Hollywood            | Sig själv                           | David Butler                     | Dennis Morgan Doris Day Jack Carson                                    | Technicolor |
| 1949 | Horisonten i flammor               | Jonathan L. Scott                   | Delmer Daves                     | Jane Wyatt Walter Brennan Julie London                                 | Technicolorsekvens |
| 1950 | Brinnande guld                     | Brant Royle                         | Michael Curtiz                   | Patricia Neal Lauren Bacall                                            | |
| 1950 | Dallas                             | Blayde Hollister                    | Stuart Heisler                   | Ruth Roman Raymond Massey                                              | Technicolor |
| 1951 | Flottans Johnny                    | Löjtnant John W. Harkness           | Henry Hathaway                   | Jane Greer Eddie Albert                                                | |
| 1951 | Stjärnkarusellen                   | Sig själv                           | Roy Del Ruth                     | Doris Day Gordon MacRae Virginia Mayo                                  | |
| 1951 | It's a Big Country                 | "Texas"                             | Flera roller***                  | —                                                                      | |
| 1951 | Trummor i fjärran                  | Kapten Quincy Wyatt                 | Raoul Walsh                      | Mari Aldon, Arthur Hunnicutt                                           | Technicolor |
| 1952 | Sheriffen                          | Marshal Will Kane                   | Fred Zinnemann                   | Grace Kelly Thomas Mitchell Lloyd Bridges Lon Chaney, Jr.              | Oscar för bästa manliga huvudroll Golden Globe Award för bästa manliga huvudroll - drama Photoplay Award for Most Popular Male Star |
| 1952 | Vapenbröder                        | Major Alex "Lex" Kearney            | Andre De Toth                    | Phyllis Thaxter Paul Kelly                                             | WarnerColor |
| 1953 | Åter till paradiset                | Mr. Morgan                          | Mark Robson                      | Roberta Haynes                                                         | Technicolor |
| 1953 | När marken bränner                 | Jeff Dawson                         | Hugo Fregonese                   | Barbara Stanwyck Ruth Roman Anthony Quinn                              | |
| 1954 | Djävulens trädgård                 | Hooker                              | Henry Hathaway                   | Susan Hayward Richard Widmark                                          | CinemaScope Technicolor |
| 1954 | Vera Cruz                          | Benjamin Trane                      | Robert Aldrich                   | Burt Lancaster Denise Darcel Cesar Romero Ernest Borgnine Sara Montiel | SuperScope Technicolor |
| 1955 | En mans myteri                     | Överste Billy Mitchell              | Otto Preminger                   | Charles Bickford Ralph Bellamy Rod Steiger Elizabeth Montgomery        | CinemaScope WarnerColor |
| 1956 | Folket i den lyckliga dalen        | Jess Birdwell                       | William Wyler                    | Dorothy McGuire Marjorie Main Anthony Perkins                          | Nominerad – Golden Globe Award for Best Motion Picture Actor - Drama CinemaScope Eastmancolor                                       |
| 1957 | Ariane                             | Frank Flannagan                     | Billy Wilder                     | Audrey Hepburn Maurice Chevalier                                       | |
| 1958 | En rubin åt Kate                   | Joseph B. "Joe" Chapin              | Philip Dunne                     | Diane Varsi Suzy Parker                                                | CinemaScope |
| 1958 | Mannen från västern                | Link Jones                          | Anthony Mann                     | Julie London Lee J. Cobb Arthur O'Connell Jack Lord                    | CinemaScope Deluxe color |
| 1959 | De hängdas trä                     | Dr. Joseph "Doc" Frail              | Delmer Daves                     | Maria Schell George C. Scott Karl Malden                               | Technicolor |
| 1959 | Alias Jesse James                  | Cowboy (unbilled cameo)             | Norman McLeod                    | Bob Hope Rhonda Fleming Wendell Corey                                  | Deluxe color |
| 1959 | De kom till Cordura                | Major Thomas Thorn                  | Robert Rossen                    | Rita Hayworth Van Heflin Tab Hunter Dick York                          | Laurel Award (Golden Laurel) – Top Action Performance CinemaScope Eastmancolor                                                      |
| 1959 | Spökskeppet - kampen om Mary Deare | Gideon Patch                        | Michael Anderson                 | Charlton Heston Virginia McKenna Michael Redgrave Richard Harris       | CinemaScope Metrocolor |
| 1961 | Den nakna eggen                    | George Radcliffe                    | Michael Anderson                 | Deborah Kerr Eric Portman                                              | |

### Kortfilmer
| År   | Titel                                                   | Roll                                 |
| ---- | ------------------------------------------------------- | ------------------------------------ |
| 1925 | Tricks                                                  | Småroll                              |
| 1926 | Three Pals                                              | Småroll                              |
| 1926 | Lightnin' Wins                                          | Master of "Lightnin', the Super Dog" |
| 1932 | The Slippery Pearls                                     | Sig själv                            |
| 1932 | The Voice of Hollywood No. 13 (Second Series)           | Sig själv                            |
| 1932 | Hollywood on Parade                                     | Sig själv                            |
| 1932 | Hollywood on Parade No. A-2                             | Sig själv                            |
| 1933 | Hollywood on Parade No. A-12                            | Sig själv                            |
| 1933 | Hollywood on Parade No. B-5                             | Sig själv                            |
| 1934 | Hollywood on Parade No. B-6                             | Sig själv                            |
| 1934 | The Hollywood Gad-About                                 | Sig själv                            |
| 1934 | Star Night at the Cocoanut Grove (Technicolor)          | Sig själv                            |
| 1935 | Screen Snapshots Series 14, No. 8                       | Sig själv                            |
| 1935 | Paramount Headliner: Broadway Highlights No. 1          | Sig själv                            |
| 1935 | La Fiesta de Santa Barbara (Technicolor)                | Sig själv                            |
| 1937 | Lest We Forget                                          | Sig själv (pratar om Will Rogers)    |
| 1940 | Screen Snapshots: Seeing Hollywood                      | Sig själv (Rodeo Spectator)          |
| 1940 | Screen Snapshots Series 19, No 6: Hollywood Recreations | Sig själv                            |
| 1941 | Breakdowns of 1941                                      | Sig själv                            |
| 1942 | Hedda Hopper's Hollywood No. 3                          | Sig själv                            |
| 1944 | Memo for Joe                                            | Sig själv                            |
| 1949 | Screen Snapshots: Motion Picture Mothers, Inc.          | Sig själv                            |
| 1949 | Snow Carnival (Technicolor)                             | Berättare                            |
| 1954 | Boum sur Paris                                          | Sig själv/En personne                |
| 1955 | Screen Snapshots: Hollywood Premiere                    | Sig själv                            |
| 1955 | Hollywood Mothers                                       | Sig själv                            |
| 1958 | Glamorous Hollywood                                     | Sig själv                            |
| 1959 | Premier Khrushchev in the USA                           | Sig själv                            |

## TV
| Sändningsdatum    | Titel                                                  | Roll                      |
| ----------------- | ------------------------------------------------------ | ------------------------- |
| 1 februari 1953   | Toast of the Town                                      | Sig själv                 |
| 25 december 1955  | Toast of the Town                                      | Sig själv                 |
| 9 december 9 1956 | Cinépanorama                                           | Sig själv                 |
| 7 juli 1957       | Toast of the Town                                      | Sig själv                 |
| 1 januari 1958    | Wide Wide World Avsnitt: "The Western"                 | Sig själv                 |
| 21 september 1958 | The Jack Benny Program Avsnitt: "The Gary Cooper Show" | Sig själv                 |
| 27 februari 1959  | The Perry Como Show                                    | Sig själv                 |
| 18 oktober 1959   | What's My Line?                                        | Sig själv (Mystery Guest) |
| 29 mars 1960      | Project 20 Avsnitt: "The Real West"                    | Värd / Berättare          |